# Ptačí oblast Králický Sněžník
Ptačí oblast Králický Sněžník je navržena na území Pardubického a Olomouckého kraje. Ačkoli se lokalita jmenuje Králický Sněžník, patří do ní pouze okraje tohoto pohoří, hora Králický Sněžník, zatímco téměř celá NPR Králický Sněžník leží mimo tuto ptačí oblast. Ptačí oblast zahrnuje okraje pohoří Králický Sněžník, nižší polohy Hanušovické vrchoviny, část Bukovohorské hornatiny, která je jihovýchodním koncem Orlických hor, a na východ zasahuje ptačí oblast až na úpatí Hrubého Jeseníku. Celková rozloha ptačí oblasti je asi 30 225,33 ha.

## Předmět ochrany
Předmětem ochrany je jediný druh ptáka, chřástal polní (Crex crex). V celé ptačí oblasti hnízdí asi 150–170 párů, a jedná se tedy o jednu z nejpočetnějších populací v ČR. Biotopem tohoto druhu jsou právě extenzivně využívané louky, kterých je v této oblasti nyní dostatek, protože kvůli chladnějšímu klimatu a málo úrodné půdě zde klasické zemědělství příliš neprosperuje.

## Výskyt dalších druhů chráněné projektem Natura 2000
Kromě chřástala polního hnízdí ve vymezené ptačí oblasti (do níž se nepočítá oblast hory Králický Sněžník a vlastně ani celé NPR Králický Sněžník) několik dalších druhů chráněných projektem Natura 2000, které však nejsou předmětem ochrany tohoto ptačího území. Jedná se o čápa černého (Ciconia nigra), čápa bílého (Ciconia ciconia) – 3 páry, jeřábka lesního (Bonasa bonasia) – 10 párů, výra velkého (Bubo bubo) – 5 párů, kulíška nejmenšího (Glaucidium passerinum), sýce rousného (Aegolius funereus) – 30 párů, ledňáčka říčního (Alcedo atthis), žlunu šedou (Picus canus), datla černého (Dryocopos martius) – 50 párů, lindušku horskou (Anthus spinolleta), kosa horského (Turdus torquatus) a ťuhýka obecného (Lanius collurio) – 100 párů.